# Europapokal der Pokalsieger (Handball) 1997/98
Am EHF-Europapokal der Pokalsieger 1997/98 nahmen 33 Handball-Vereinsmannschaften teil, die sich in der vorangegangenen Saison in ihren Heimatländern im Pokalwettbewerb für den Wettbewerb qualifizieren konnten. Es war die 23. Austragung des Europapokals der Pokalsieger. Titelverteidiger war der spanische Club Elgorriaga Bidasoa. Die Pokalspiele begannen am 14. September 1997 und endeten mit dem zweiten Finalspiel am 25. April 1998. Im Finale konnte sich der spanische Vertreter Cantabria Santander gegen den deutschen Verein HSG Dutenhofen/Münchholzhausen durchsetzen.

## Modus
Der Wettbewerb startete mit einem Spiel in einer Ausscheidungsrunde. Die Sieger zogen in das Sechzehntelfinale ein, in der weitere, höher eingestufte, Mannschaften einstiegen. Alle Runden inklusive des Finales wurden im K.-o.-System mit Hin- und Rückspiel durchgeführt. Der Gewinner des Finales war Europapokalsieger der Pokalsieger der Saison 1997/1998.

## Ausscheidungsrunde
Das Hinspiel fand am 14. September 1997 statt und das Rückspiel am 21. September 1997.
|                   | Gesamt |                | Hinspiel | Rückspiel |
| ----------------- | ------ | -------------- | -------- | --------- |
| AC Latsia Nicosia | 35:68  | Arkatron Minsk | 16:29    | 19:39     |

## Sechzehntelfinals
Die Hin- und Rückspiele fanden zwischen dem 4. Oktober 1997 und 12. Oktober 1997 statt.
|                          | Gesamt |                                | Hinspiel | Rückspiel |
| ------------------------ | ------ | ------------------------------ | -------- | --------- |
| Sporting Neerpelt        | 47:65  | TSV St. Otmar St. Gallen       | 25:35    | 22:30     |
| IF Guif                  | 56:54  | Vardar Skopje                  | 28:25    | 28:29     |
| Steaua Bukarest          | 39:57  | HSG Dutenhofen/Münchholzhausen | 20:30    | 19:27     |
| HC Linz AG               | 49:65  | Cantabria Santander            | 28:32    | 21:33     |
| Arkatron Minsk           | 37:58  | Elgorriaga Bidasoa             | 17:38    | 20:20     |
| Wisła Płock              | 37:52  | Pestszentlörinc Elektromos SE  | 20:27    | 17:25     |
| Lokomotiv Tscheljabinsk  | 53:45  | US Créteil HB                  | 26:21    | 27:24     |
| RK Zeleznicar 1949 Nis   | 46:47  | GOG Gudme                      | 24:19    | 22:28     |
| Tel Aviv Uni Sports Club | 65:53  | Jūrmalas PSK Riga              | 29:24    | 36:29     |
| Ortigia Siracusa         | 27:58  | Viking Stavanger               | 13:29    | 14:29     |
| ZTR Saporischschja       | 49:54  | Sporting Lissabon              | 25:31    | 24:23     |
| Athinaikos Athen         | 47:58  | ŠKP Bratislava                 | 25:25    | 22:33     |
| HC Berchem               | 42:60  | E&O Emmen                      | 16:31    | 26:29     |
| ASKI Ankara              | 54:38  | HK Lokomotiv Warna             | 25:17    | 29:21     |
| HRK Karlovac             | 50:59  | Talent Pilsen                  | 26:24    | 24:35     |
| RK Velenje               | 70:54  | Šiauliai Universitetas         | 36:31    | 34:23     |

## Achtelfinals
Die Hin- und Rückspiele fanden zwischen dem 7. November 1997 und 16. November 1997 statt.
|                                | Gesamt |                          | Hinspiel | Rückspiel |
| ------------------------------ | ------ | ------------------------ | -------- | --------- |
| Lokomotiv Tscheljabinsk        | 54:41  | RK Velenje               | 32:15    | 22:26     |
| Elgorriaga Bidasoa             | 49:57  | Viking Stavanger         | 30:31    | 19:26     |
| HSG Dutenhofen/Münchholzhausen | 50:46  | Sporting Lissabon        | 24:16    | 26:30     |
| IF Guif                        | 62:47  | E&O Emmen                | 33:18    | 29:29     |
| TSV St. Otmar St. Gallen       | 71:48  | Tel Aviv Uni Sports Club | 34:26    | 37:22     |
| Cantabria Santander            | 51:44  | Talent Pilsen            | 32:21    | 19:23     |
| Pestszentlörinc Elektromos SE  | 65:49  | ASKI Ankara              | 32:28    | 33:21     |
| GOG Gudme                      | 61:40  | ŠKP Bratislava           | 33:18    | 28:22     |

## Viertelfinals
Die Hinspiele fanden am 21./22. Februar 1998 statt und die Rückspiele am 28. Februar und 1. März 1998.
|                               | Gesamt  |                                | Hinspiel | Rückspiel |
| ----------------------------- | ------- | ------------------------------ | -------- | --------- |
| TSV St. Otmar St. Gallen      | 53:53 * | Viking Stavanger               | 30:24    | 23:29     |
| Lokomotiv Tscheljabinsk       | 45:44   | IF Guif                        | 26:20    | 19:24     |
| Pestszentlörinc Elektromos SE | 38:40   | HSG Dutenhofen/Münchholzhausen | 22:18    | 16:22     |
| Cantabria Santander           | 47:43   | GOG Gudme                      | 26:18    | 21:25     |

## Halbfinals
Die Hinspiele fanden am 22. März 1998 statt und die Rückspiele am 28. März 1998.
|                                | Gesamt |                         | Hinspiel | Rückspiel |
| ------------------------------ | ------ | ----------------------- | -------- | --------- |
| Viking Stavanger               | 46:51  | Cantabria Santander     | 25:25    | 21:26     |
| HSG Dutenhofen/Münchholzhausen | 58:41  | Lokomotiv Tscheljabinsk | 26:13    | 32:28     |

## Finale
Das Hinspiel fand am 12. April 1998 in Santander statt und das Rückspiel am 19. April 1998 in Rotenburg. HSG Dutenhofen ist der erste Zweitligist der sich erst für einen Europapokalwettbewerb qualifiziert hat und dann auch noch das Finale erreichte.
|                     | Gesamt |                                | Hinspiel | Rückspiel |
| ------------------- | ------ | ------------------------------ | -------- | --------- |
| Cantabria Santander | 56:39  | HSG Dutenhofen/Münchholzhausen | 30:15    | 26:24     |